# Aspergillose

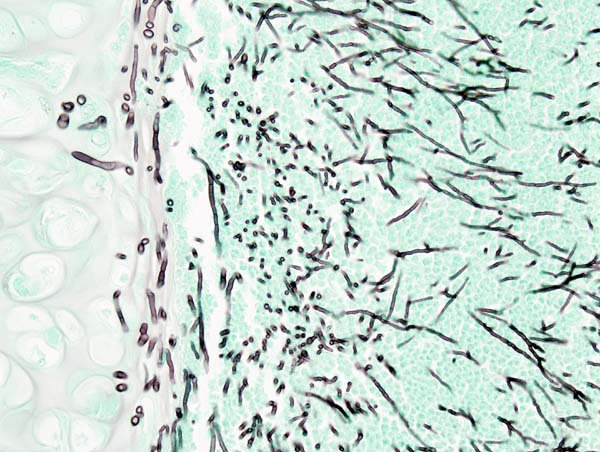
Aspergillose der Lunge

Aspergillose ist eine Infektion durch Schimmelpilze der Schlauchpilz-Gattung Aspergillus, zumeist Aspergillus fumigatus oder Aspergillus flavus, die überwiegend Personen mit Immunschwäche betrifft. Erkrankungsorte sind die Haut, die Ohren, die Nasennebenhöhlen und die Lunge. Letztere wird am häufigsten befallen. Selten werden auch Metastasen im Herzen, der Niere und des Zentralnervensystems gebildet.
Es wird geschätzt, dass 14 Millionen Menschen an Aspergillose erkrankt sind und jährlich bis zu 600.000 Todesfälle auftreten.

## Formen der Aspergillose
Je nach vorhandener Immunlage werden fünf Typen unterschieden:
1. Das Aspergillom. Es handelt sich um ein Konglomerat aus Mukus, Pilzhyphen und zellulären Bestandteilen, welche in einer präformierten Höhle, z. B. in einer alten tuberkulösen Kaverne, zu finden ist. Typisch ist auch ein Befall der Nasennebenhöhlen, insbesondere des Sinus maxillaris. Aspergillome treten üblicherweise bei normaler Immunlage auf.
2. Allergische bronchopulmonale Aspergillose (ABPA). Diese findet man im Rahmen einer hyperergen Immunlage. Die Ursache ist eine Typ 1-Hypersensitivitätsreaktion gegen Aspergillus. Hauptsächlich betroffen sind Patienten mit Asthma bronchiale.
3. Semi-invasive Aspergillose (nekrotisierende Aspergillose). Zugrunde liegt eine mäßig eingeschränkte Immunkompetenz, z. B. im Rahmen von Diabetes mellitus, Steroiddauertherapie oder COPD.
4. Atemwegsinvasive Aspergillose (Aspergillus-Bronchopneumonie). Sie tritt bei Patienten mit stark reduzierter Immunlage auf, typischerweise im Rahmen von AIDS oder einer Neutropenie. Aspergillus findet sich hier auch in der Bronchialwand.
5. Angioinvasive Aspergillose. Sie tritt bei Patienten mit einer ausgeprägten Neutropenie < 500/µl, welche zumeist Folge einer Chemotherapie ist, oder im Rahmen eines Multiplen Myeloms, sowie auch bei therapeutischer Immunsuppression nach Organtransplantation oder im Rahmen von Autoimmunkrankheiten auf. Betroffen sind hier die kleinen bis mittleren Pulmonalarterien. Es kann zu Endokarditis und Infektionen des Zentralen Nervensystems kommen.

Erstmals beschrieben wurde die Aspergillose am Ende des 19. Jahrhunderts als Lungenaspergillose durch Rudolf Virchow.
Aspergillose tritt auch bei Tieren auf. Sie ist eine der häufigsten Todesursachen bei Papageien, die als Haustiere gehalten werden. Auch mangelnder Bruterfolg bei Störchen ist oft auf eine Aspergillose zurückzuführen (→ Aspergillose der Vögel). Die Sinunasale Aspergillose (SNA) ist die zweithäufigste Ursache für chronischen Nasenausfluss bei Hunden.

## Diagnose

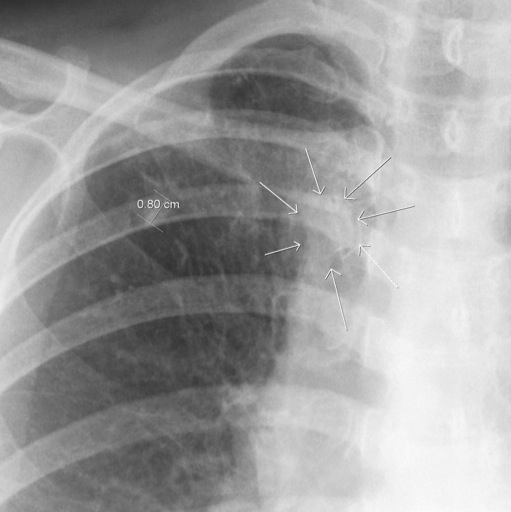
Röntgenaufnahme einer pulmonären Aspergillose. Pfeile markieren das „Halbmond-Zeichen“.

Im Röntgenbild und CT kann sich die pulmonäre Aspergillosis als ein air crescent sign manifestieren (Halbmond-Zeichen).
Das Gesamt-IgE ist in der Regel erhöht, es lässt sich meist ein spezifisches Aspergillus IgE sowie spezifisches IgG nachweisen. Der Labornachweis der rekombinanten Aspergillen-Allergene rAspf4 sowie rAspf6 ist hochspezifisch für die ABPA.

## Behandlung
Entsprechend den Manifestationsarten gestaltet sich die Therapie unterschiedlich. Die allergisch bronchopulmonale Aspergillose wird mittels Kortikosteroiden und Allergenkarenz behandelt. Aspergillome werden operativ exzidiert. Die Aspergillus-Pneumonie und die extrapulmonale Aspergillose werden mit den Antimykotika Amphotericin B und Flucytosin systemisch behandelt. Fluconazol wirkt nicht ausreichend gegen Aspergillen.
Zur Behandlung invasiver Aspergillosen kommt in erster Linie Voriconazol bzw. alternativ Amphotericin B in Lipidform (L-Amb) in Frage. Eine Sekundärtherapie erfolgt dann mit Caspofungin, L-Amb, Amphotericin B als Lipidkomplex (ABLC), Posoconazol oder wiederum Voriconazol.
Gegen Schimmelpilze werden in der Landwirtschaft Wirkstoffe aus der Gruppe der Azole eingesetzt, welche auch in Medikamenten gegen Aspergillose enthalten sind. Vermutlich lassen sich gewisse Resistenzen bei Medikamenten darauf zurückzuführen.